# Charles Ray Hatcher
Charles Ray Hatcher (16 de julho de 1929 - 7 de dezembro de 1984) foi um estuprador e assassino em série americano que confessou ter assassinado 16 crianças e adolescentes na Califórnia, Iowa, Missourri e Illinois entre 1969 e 1982.
Ele se enforcou na prisão. 

## Infância e juventude
Charles Ray Hatcher nasceu em Mound City, Missouri, uma pequena cidade a 54 km a norte de St. Joseph. Era o mais novo dos 4 filhos de Jesse e Lula Hatcher e seu pai era um ex-condenado e um alcoólico abusivo. Na escola, sofreu e praticou maus-tratos, comportamento que o acompanhou em sua vida de adulto. 
Na primavera de 1935, ele e o seus irmãos mais velhos estavam a fazer voar um papagaio de papel com fio de cobre que encontraram num antigo Ford Modelo T. O seu irmão mais velho, Arthur Allen, estava prestes a entregar-lhe o papagaio quando atingiu uma linha de alta voltagem e foi eletrocutado. Arthur foi declarado morto no local. 
Mais tarde, o seu pai saiu de casa e divorciou-se da sua mãe, tendo esta voltado a casar várias vezes. Em 1945 Hatcher foi morar em St. Joseph, Missouri, com a sua mãe e o seu terceiro marido.

## Os crimes

### 1947–1963: primeiros crimes
Em 1947, Hatcher foi condenado por roubo de carro em St. Joseph depois de roubar um caminhão da empresa Iowa-Missouri Walnut Company, para a qual trabalhava há duas semanas. Recebeu um sentença de dois anos. Em 1948, foi condenado por roubo de carro uma segunda vez após roubar um Buick de 1937 em St. Joseph. Hatcher foi condenado a dois anos de reclusão na penitenciária de Missouri. Em 8 de junho de 1949 ele foi libertado da prisão depois de cumprir pouco mais de metade da pena, contudo, foi preso novamente apenas alguns depois , após ser condenado por fraudar um cheque de US$10 numa bomba de gasolina em Maryville. Em 18 de março de 1951, Hatcher fugiu da prisão e tentou cometer um assalto, mas foi apanhado e recebeu uma pena de 2 anos extra de prisão.
Depois de cumprir a pena adicional, foi libertado em 14 de julho de 1954. Depois roubou um Ford 1951 em Orrick e foi sentenciado a outros 4 anos de prisão. Antes de ser sentenciado, Hatcher tentou escapar da prisão de Ray County em Richmond e recebeu mais dois anos. Em 18 de março de 1959, foi libertado da sua sexta temporada na prisão.
Meses depois, em 26 de junho de 1959, Hatcher tentou raptar um entregador de jornais de St. Joseph de 16 anos, chamado Steven Pellham, enquanto o ameaçava com uma faca. Pellham prestou queixa à polícia e Hatcher foi preso quando a polícia o pegou com um carro roubado.
Hatcher foi sentenciado novamente, desta vez a outros 5 anos de prisão, a serem cumpridos na penitenciária estadual do Missouri, pela tentativa de rapto e pelo roubo do carro. Enquanto esperava para ser transportado para a prisão, tentou, sem sucesso, fugir da penitenciária de Buchanan. Quando chegou à prisão de Missouri, disse ser o criminoso mais notório de toda a história do noroeste do Missouri desde Jesse James.
Em 2 de julho de 1961, o companheiro de cela de Hatcher, Jerry Tharrington, foi encontrado violado e esfaqueado até à morte na cozinha da prisão. Hatcher era o único do pessoal que trabalhava na cozinha que estava desaparecido na altura da morte de Jerry, tendo sido depois enviado para a solitária pela morte de Tharrington. No entanto, não existiam provas suficientes para o condenar no tribunal. Enquanto estava na solitária pelo assassinato, Hatcher escreveu uma nota dizendo que precisava de tratamento psiquiátrico, contudo, o psicólogo da prisão achou que era apenas um esquema para sair da solitária e possivelmente da prisão. O tratamento foi recusado e Hatcher voltou a cumprir a pena normalmente junto aos outros presos. A sua sentença de 5 anos foi reduzida para 3/4 e ele foi libertado em 24 de agosto de 1963.

### 1969–1977: identidades falsas e personalidade manipuladora
Em 27 de agosto de 1969, Hatcher confessou ter raptado um menino de 12 anos, chamado William Freeman, em Antioch, California. Ele alegou ter dito ao garoto que o acompanhasse, o levou a um riacho e o estrangulou. Em 29 de agosto de 1969, Gilbert Martinez, de 6 anos, foi dado como desaparecido em São Francisco. Segundo a menina de 6 anos com quem ele estava a brincar, Martinez tinha saído com um homem que lhe ofereceu um picolé. Martinez foi encontrado por um homem que passeava com seu cão, enquanto era espancado e violado. A polícia chegou e prendeu o criminoso, que se identificou como Albert Ralph Price, apesar de levar uma carteira de identidade com o nome de Hobert Prater. Martinez sobreviveu e o FBI mais tarde identificou o homem como Charles R. Hatcher.
Ainda pelo nome de Albert Price, Hatcher foi condenado pelo ataque e o juiz determinou que ele fosse avaliado para determinar se poderia ser julgado no tribunal. Uma avaliação psicológica completa, no entanto, não apresentou dados preliminares, enquanto ele dizia ouvir vozes e fingia delírios e tentativas de suicídio. Em dezembro de 1970, Hatcher foi diagnosticado por um psiquiatra como tendo uma personalidade passiva-agressiva com parafilia e pedofilia. No entanto, foi reportado ao juiz que o pessoal do hospital sentia que Hatcher estava fabricando e exagerando os sintomas de suas desordens mentais.
Ele foi novamente examinado, por dois psiquiatras, em janeiro de 1971, e foi declarado louco pelo primeiro, que recomentou um vigoroso tratamento num hospital de alta segurança, enquanto o segundo psiquiatra declarou-o "incapaz de ser julgado" e enviou-o de volta ao hospital.
Em 24 de maio de 1971, Hatcher foi a julgamento e declarou-se inocente em razão de insanidade. Foi então enviado para outro hospital para passar por novas avaliações, onde foi determinado que não estava apto a ser julgado. Em 2 de junho, Hatcher fugiu do hospital, sendo apanhado uma semana depois, em Colusa, Califórnia, e preso por suspeita de roubo de um carro em nome de Richard Lee Grady. Hatcher voltou ao hospital da Califórnia para outra avaliação mental. Em abril de 1972, profissionais do hospital determinaram que seu tratamento não tinha tido sucesso e que ele era um perigo para os outros pacientes. Ele foi então enviado para o hospital-prisão de Vacaville.
Em agosto de 1972, três anos depois dos crimes, Hatcher foi transferido para a prisão de San Quentin para aguardar seu julgamento. O juiz também pediu que ele passasse por duas avaliações finais: uma que o declarou competente para julgamento e outra que o declarou como estando são na altura do crime. Em dezembro de 1972, ele foi julgado e condenado pelo rapto e violação de Martinez e declarado pelo Hospital Estadual da Califórnia como um "agressor sexual com transtornos mentais".
Em 28 de março de 1973, os guardas encontraram Hatcher escondido num refrigerador perto do pátio do hospital com dois lençóis dentro das suas calças, que mais tarde admitiu serem para escapar do hospital. Foi enviado novamente para tribunal depois de dois médicos determinarem que ainda era uma ameaça para a sociedade. Em abril, Hatcher foi condenado a uma no extra e enviado para uma prisão de segurança média em Vacaville.
Em maio de 1973, um psicólogo o declarou como um "sociopata institucionalizado manipulador". Meses depois, em junho, ele tentou o suicídio, cortando os pulsos depois que foi recomendado que ele fosse transferido para uma prisão de segurança máxima. Um psiquiatra diagnosticou-o com "esquizofrenia paranoide" e ele permaneceu em Vacaville.
Em agosto de 1975, seguranças da prisão reportaram o "bom comportamento" do criminoso durante uma reunião para deliberar sua liberdade condicional e meses depois o Conselho Paroquial da Califórnia disse que ele havia melhorado drasticamente durante o tempo em que esteve na prisão e fixou a data da condicional para 25 de dezembro de 1978. Como resultado da aprovação de uma lei que dá créditos pelo tempo passado em prisões e hospitais psiquiátricos, a data de liberdade foi adiantada para janeiro de 1977. Foi libertado em 20 de maio de 1977 e transferido para um casa de recuperação de San Francisco.

### 1978–1982: as violações continuam
Em 26 de maio de 1978, Eric Christgen, de quatro anos de idade, desapareceu no centro de Saint Joseph, Missouri, tendo seu corpo aparecido à beira do Rio Missouri. Ele havia sido abusado sexualmente e asfixiado. Na época, a polícia investigou mais de 100 possíveis suspeitos, incluindo "todos os pervertidos conhecidos da cidade", entre eles Melvin Reynolds, um jovem que havia sido abusado na infância e que era homossexual. Ele cooperou com a polícia e em dezembro foi interrogado através do uso do soro da verdade. Depois de 14 horas de interrogatório, ele assumiu o crime, contando detalhes que a polícia lhe revelara. Ele foi condenado à prisão perpétua, mas quatro anos depois acabou inocentado quando Hatcher confessou três assassinatos, incluindo o de Eric.
Em 4 de setembro de 1978, Hatcher foi preso sob o nome de Richard Clark em Omaha, Nebraska, por violar um rapaz de 16 anos. Foi enviado para o hospital psiquiátrico de Douglas County e libertado em janeiro de 1979.
Em 3 de maio de 1979, foi preso por atacar e tentar matar à facadas um menino de 7 anos, chamado Thomas Morton. Por isto, foi enviado para o Centro Regional de Norfolk, uma instituição psiquiátrica, de onde acabou liberado em maio de 1980. No entanto, voltou 2 meses depois, após atacar outro menino. Fugiu do centro em setembro. 
Em 9 de outubro de 1980, Hatcher foi preso como Richard Clark em Lincoln, Nebraska, pela tentativa de violar um jovem de 17 anos. Foi então enviado para um novo hospital psiquiátrico e libertado depois de 21 dias.
Em 13 de janeiro de 1981, Hatcher foi preso, também como Richard Clark, em Des Moines, Iowa, depois de se envolver numa briga. Passou algum tempo numa instituição psiquiátrica e foi depois enviado para uma prisão militar em Davenport. 
Em 29 de julho de 1982, Michelle Steele, 11 anos, foi dada como desaparecida em St. Joseph, Missouri. No dia seguinte, seu tio encontrou seu corpo nu e violado às margens do Rio Missouri. Ela havia sido espancada e estrangulada até a morte.

### Perfil das vítimas
Em geral matava crianças e adolescentes - sua vítima mais jovem tinha 4 anos e a mais velha, 17 - mas matou também um homem de 18. Matou mais meninos que meninas. 

## Prisão, julgamento, pena e morte
Hatcher foi preso no dia seguinte ao corpo de Michelle Steele ser encontrado, enquanto tentava atendimento no Hospital Estadual St. Joseph.
Enquanto aguardava julgamento, ele confessou outros quinze assassinatos de crianças em 1969. A primeira vítima, William Freeman, de 12 anos, havia desaparecido em Antioch, Califórnia, em agosto daquele ano. Em outro caso, Hatcher fez em mapa que levou os investigadores aos restos mortais de James Churchill, de 28 anos, enterrado num terreno usado pelo Exército de Rock Island, perto de Davenport, Iowa. Foi então que ele também confessou o assassinato de Eric Christgen.
Foi condenado pelo homicídio de Christgen em outubro de 1983, condenado a prisão perpétua sem direito à condicional por pelo menos 50 anos. Pelo assassinato Michelle Steele, no Missouri, Hatcher pediu a pena de morte, mas o juri recusou durante. Ele se enforcou em sua cela na Penitenciária do Estado de Missouri da cidade de Jefferson poucos dias depois.